# Fabriciana mohmandorum
Fabriciana mohmandorum är en fjärilsart som beskrevs av Hans Fruhstorfer 1912. Fabriciana mohmandorum ingår i släktet Fabriciana och familjen praktfjärilar. Inga underarter finns listade i Catalogue of Life.